# Ján Čapkovič
Ján Čapkovič, (ur. 11 stycznia 1948 w Bratysławie), były słowacki piłkarz, występujący na pozycji lewego napastnika.
Przez prawie całą karierę występował w zespole Slovan Bratysława, ale jego pierwszym klubem była Cervena Hviezda. W reprezentacji Czechosłowacji wystąpił 20 razy, zdobywając 6 goli. Wraz z Czechosłowacją uczestniczył w MŚ 1970 w Meksyku. Jego brat bliźniak, Jozef Čapkovič, również był zawodnikiem Slovana i reprezentantem Czechosłowacji.